# Type O Negative
Type O Negative (с англ. — «первая группа, резус-отрицательный») — метал-группа из Бруклина (Нью-Йорк), одни из основателей жанра готик-метал. Основной чертой группы была медленная, мрачная музыка с частым использованием клавишных и низким, но чистым мужским вокалом в исполнении Питера Стила. Стил также писал тексты группы, посвящённые эротике, страсти, депрессии, вампирской мистике и не лишённые чёрного юмора.
Группа добилась известности в середине 1990-х годов благодаря альбомам Bloody Kisses (1993) и October Rust (1996), ставшим классикой готик-метала. Несмотря на относительно низкий интерес со стороны большинства радиостанций и музыкального телевидения, группа пользовалась стойкой популярностью и большинство альбомов Type O Negative попадали в американские и европейские чарты. В 2007 году был выпущен последний в истории группы студийный альбом Dead Again.
14 апреля 2010 года Питер Стил умер. После этого Кенни Хики и Джонни Келли объявили, что группа прекращает своё существование. Бывшие участники Type O Negative также основали дум-метал группы Seventh Void и A Pale Horse Named Death.

## История

### Fallout и Carnivore

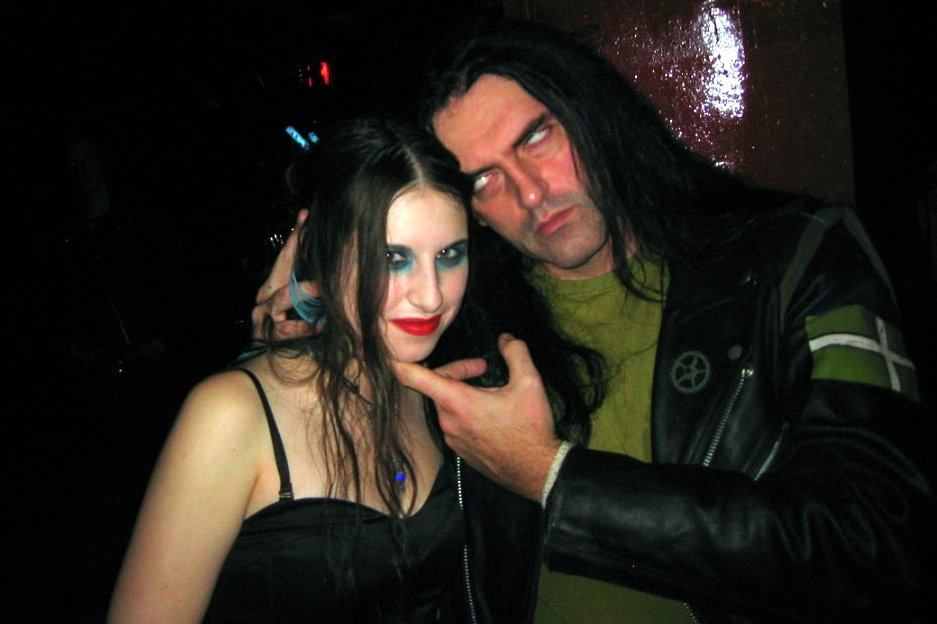
Питер Стил, лидер группы, с фанаткой. Флаг со скандинавским крестом на плече Питера — один из символов группы, а зелёный — её фирменный цвет

В начале 1980-х годов подросток Питер Стил со своим приятелем Джошем Сильвером создал группу под названием Fallout. Группа в 1981 году выпустила свою единственную запись — EP под названием Batteries Not Included, которая пользовалась некоторым успехом на радиостанции колледжа.
Fallout быстро распались. Сильвер создал группу Original Sin, игравшую смесь хэви-метала и новой волны, а Стил — спид/трэш-метал-группу Carnivore. Carnivore отличались политическими текстами про расовые и религиозные проблемы. Группа добилась относительной известности в Нью-Йорке, однако после выхода второго альбома Retaliation Стил взял паузу и устроился на работу в Нью-Йоркском Департаменте парков. Проработав два года смотрителем в одном из парков, в 1989 году Стил вернулся к музыке. Вместе с Сильвером и ещё двумя друзьями, Солом Абрускато и Кенни Хики, он создал группу, которая сначала была названа «Sub-Zero», но потом выяснилось, что группа с таким названием уже существовала, и появилось название Type O Negative (переводится как «Первая отрицательная группа крови»).
В 2006 году Стил реанимировал Carnivore.

### Slow, Deep and Hard
Первая же демозапись привлекла внимание Roadrunner Records — крупнейшего американского лейбла, специализировавшегося на хард-роке и метале. С группой был подписан контракт на пять альбомов, первым из которых стал выпущенный в 1991 году Slow, Deep and Hard.
Slow, Deep and Hard представлял собой смесь тягучих, медленных гитарных риффов и мрачной атмосферы, характерной для готик-рока, которая иногда прерывалась кратковременными взрывами гитары и ударных. Группа отдавала предпочтение длинным песням со сложной структурой. Тексты повествовали о несчастной любви, мести и самоубийстве. Во время первого тура по Европе группа столкнулась с тем, что некоторые СМИ обвиняли их в симпатиях к нацизму. Особенно непонятными эти обвинения делает тот факт, что Сильвер еврей.

### The Origin of the Feces
После возвращения в США Roadrunner Records напомнили группе о контрактном обязательстве — выпуске концертного альбома. Получив от лейбла деньги, Type O Negative моментально их потратили, и вместо того, чтобы записать концертный альбом в Брайтон-Бич, они в домашних условиях переписали Slow Deep and Hard и добавили якобы крики публики. Альбом был назван The Origin of the Feces (Происхождение фекалий; обыгрывается название знаменитой книги Чарльза Дарвина «Происхождение видов», The Origin of the Species, заложившей теорию эволюции), а на обложку поместили надпись «Not Live At Brighton Beach». Roadrunner были крайне возмущены, но альбом выпустили.

### Bloody Kisses

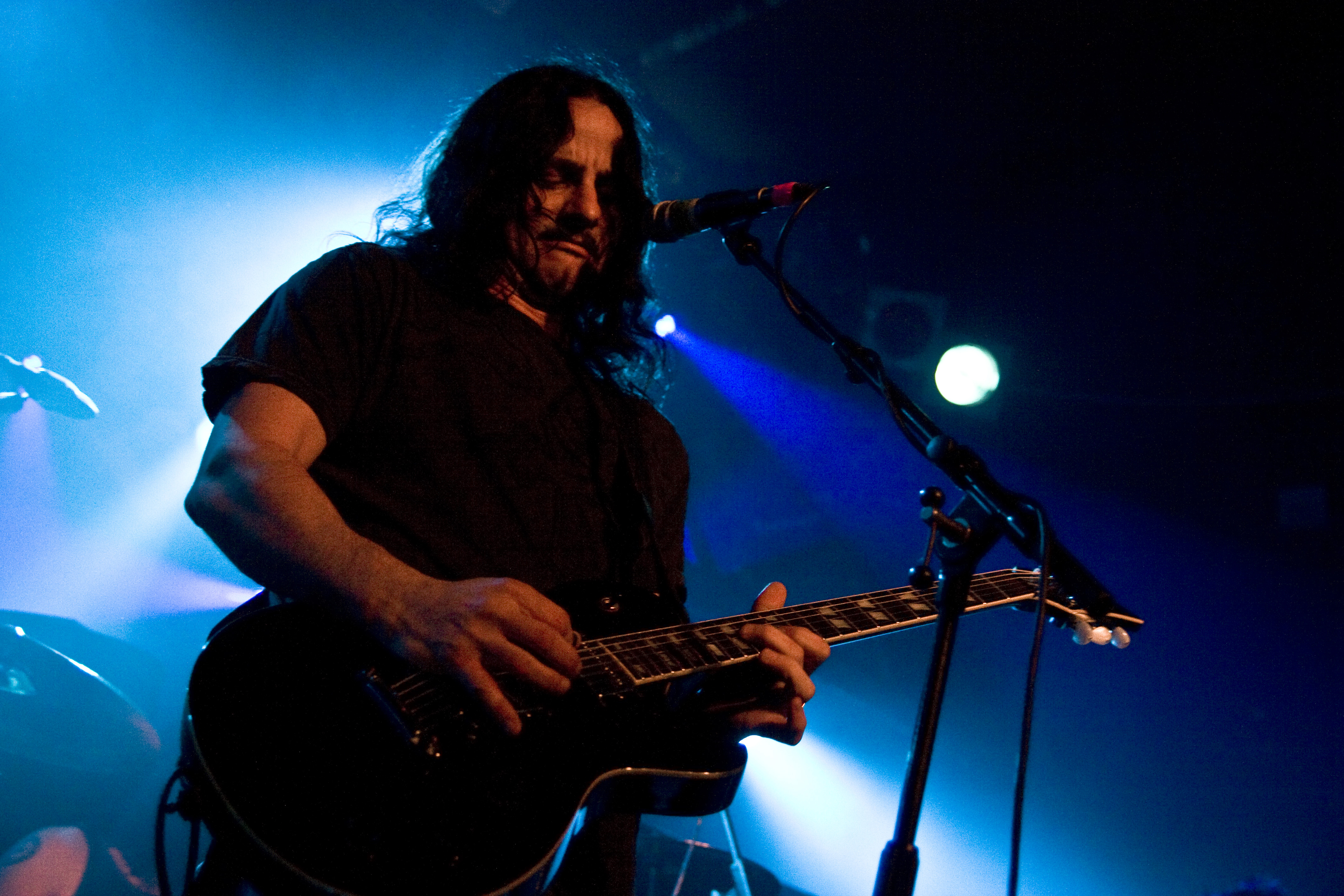
Гитарист Кенни Хикки

Второй студийный альбом Type O Negative Bloody Kisses вышел в 1993 году и был восторженно встречен как критикой, так и слушателями. Критики отмечали влияние The Beatles (в частности, сочетание мелодичности и налёта психоделии, характерное для альбомов середины 1960-х годов, в первую очередь Sgt. Pepper's Lonely Hearts Club Band), а также классического готик-рока в духе The Sisters of Mercy.
Главной темой Bloody Kisses были одиночество и утраченная любовь. Заглавный трек повествует об истории двух влюблённых, вместе покончивших с собой. Две песни, «Christian Woman» и «Black No. 1 (Little Miss Scare-All)», были выпущены ещё и на синглах. Если продолжительность альбомных версий была 8 и 11 минут соответственно, то синглы были отредактированы (в первую очередь, сокращены) специально для ротации на радио.
В поддержку альбома группа отправилась в двухлетнее мировое турне. В этот раз обошлось без протестов, а Bloody Kisses был продан миллионами копий по всему миру и достиг платинового статуса в США. Это было первое подобное достижение для андеграундной метал-группы с Roadrunner’а. Type O Negative несколько раз мелькнули на MTV и VH1, а также в журнале Rolling Stone и некоторых других СМИ. На пике успеха группу покинул один из основателей, ударник Сол Абрускато, ушедший в другую бруклинскую хард-рок-группу Life of Agony. Замена нашлась быстро: за ударную установку в качестве полноценного члена Type O Negative сел техник группы Джонни Келли.
Через год Bloody Kisses был переиздан. Новое издание включало восемь треков с оригинальной версии и ранее неизданую песню «Suspended In Dusk».

### October Rust
После Bloody Kisses от Type O Negative ждали работы такого же уровня. Roadrunner требовал от группы нового коммерчески успешного альбома с облегчённым звучанием. Type O Negative не собирались менять стиль в угоду лейблу, но на определённые уступки пошли. Итогом этого конфликта стал альбом October Rust, в котором группа постаралась найти компромисс между коммерческим звучанием, которое хотел видеть лейбл, и собственным уникальным стилем, созданным в предыдущих альбомах. Основными темами песен были любовь, чувственность и секс. В музыке сочетались лёгкие клавишные, холодные гитарные мелодии и харизматичный глубокий вокал Стила. Хотя October Rust не достиг такого же успеха, как Bloody Kisses, он получил золотой статус в США и поднялся на 42-е место в списке 200 лучших альбомов Billboard Top 200.

### World Coming Down

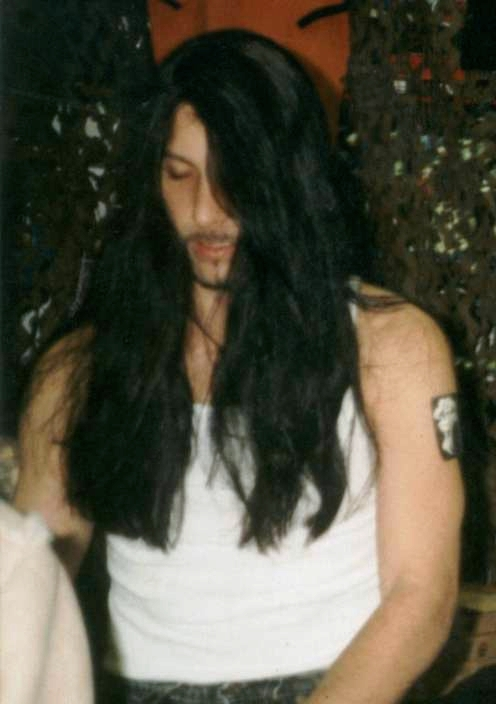
Барабанщик Джон Келли в 1997 году

По окончании очередного успешного мирового тура Type O Negative начали запись нового (пятого) студийного альбома. За время, прошедшее с выхода October Rust, Стил пережил несколько смертей близких ему людей. Стил пережил сильную депрессию и на какое-то время ушёл в запой. Всё это нашло своё отражение в альбоме под названием World Coming Down, выпущенном в 1999 году. По сравнению с довольно «легким» как по звучанию, так и по текстам October Rust, на World Coming Down звучание стало более грязным и тяготеющим к дум-металу, напоминая первый альбом Slow, Deep & Hard. Тексты песен рассказывают о смерти, наркотиках, депрессии и самоубийстве. Песни под характерными названиями «Everyone I Love is Dead», «Everything Dies» и «World Coming Down» ясно показывают состояние Стила. Несмотря на крайне мрачное настроение, World Coming Down стартовал на 39-м месте в списке 200 самых популярных альбомов Billboard.

### The Least Worst of Type O Negative
В 2000 году Type O Negative выпустили сборник под названием The Least Worst of Type O Negative. Новых песен почти не было, но в The Least Worst Of песни были выпущены либо в ранее неизданных версиях, либо в версиях, которые выходили только на синглах. На этом же диске выпущены кавер-версия песни «Black Sabbath» (Black Sabbath) и студийная, более чистая по звучанию версия песни «Hey Pete», которая впервые появилась в пародийном концертном альбоме «The Origin of the Feces».

### Life is Killing Me
В 2003 году Type O Negative выпустили шестой студийный альбом Life Is Killing Me, в котором они вернулись к более быстрой и мелодичной музыке, отойдя от тягучих думовых риффов World Coming Down. В альбоме присутствует кавер-версия песни «Angry Inch» из фильма «Хедвиг и злосчастный дюйм» о неудачной операции по смене пола. Эта песня — ещё одно подтверждение того, что Type O Negative вернулись к своему фирменному чёрному юмору, которого не было в предыдущем альбоме.

### Dead Again

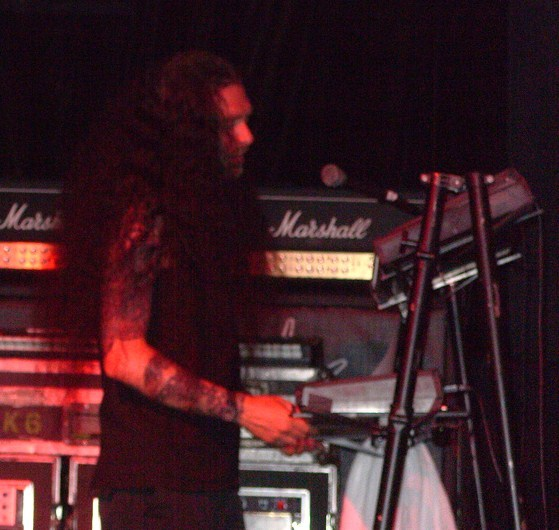
Клавишник Джош Сильвер, один из основателей группы

13 марта 2007 года Type O Negative выпустили седьмой и последний в истории группы студийный альбом Dead Again. Это первый альбом группы, вышедший не на Roadrunner Records (новым лейблом группы стала немецкая компания SPV/Steamhammer).

### Смерть Питера Стила, распад группы
14 апреля 2010 года Питер Стил скончался. Новость о его смерти была подвергнута сомнению в интернете, так как Питер Стил уже «умирал» в 2005 году, но та «смерть» оказалась очередным примером его специфического юмора. Но в этот раз всё оказалось по-настоящему: о его смерти сообщил Кенни Хики, слова которого подтвердили Джош Сильвер и менеджер группы. Причиной смерти стал сепсис, вызванный дивертикулитом (первоначально ложно идентифицированный как разрыв сердца). Официальное заявление группа сделала только в ноябре: Кенни Хики и Джонни Келли сообщили о том, что группы больше нет. На момент смерти Стила Type O Negative работали над новым, восьмым альбомом, и Стил уже написал некоторую часть текстов к нему. После Type O Negative участники группы продолжили дело Стила в своих группах: Кенни Хики и Джонни Келли в Seventh Void, группе, играющий стоунер-метал и рок; Сэл Абрускато и Джонни Келли в A Pale Horse Named Death, дум-метал и готик-метал группе, выпустившей в 2011 году альбом And Hell Will Follow Me, посвящённый Стилу и получивший положительные отзывы музыкальных критиков.

## Звучание
Type O Negative имеет своё уникальное атмосферное звучание, окончательно сформировавшееся к альбому Bloody Kisses. В нём особенно заметны влияния The Beatles, Black Sabbath, Pink Floyd, а также групп психоделического рока, таких как The Doors и The Jimi Hendrix Experience. Низкий голос Питера Стила был характерной чертой звучания. Звук его бас-гитары, характеризованный хорусом, а также низким строем, подчеркивала его технику игры. Атмосферу задавали клавиши Джоша Сильвера, зачастую представляющие орган или имитацию духовых инструментов, и его весьма клавишные соло. Гитарные риффы и соло Кенни Хики, писавшиеся под влиянием Тони Айомми и Дэвида Гилмора, характеризовались частыми флажолетами и секвенциями. Аранжировка некоторых песен содержала партии ситара, партии которого исполнял Пол Бенто из Carnivore.

## Участники группы
- Питер Стил (Peter Steele) — ведущий вокал, бас-гитара (1989—2010; умер в 2010)
- Кенни Хики (Kenny Hickey) — гитара, бэк-вокал (1989—2010)
- Джош Сильвер (Josh Silver) — клавишные, бэк-вокал, дополнительный соведущий вокал[8] (1989—2010)
- Джонни Келли (Johnny Kelly) — ударные, бэк-вокал (1994—2010)
- Сол Абрускато (Saul Abruscato) — ударные, бэк-вокал (1989—1993)

## Дискография

### Альбомы
- 1991 Slow, Deep and Hard
- 1992 The Origin of the Feces (пародия на концертный альбом)
- 1993 Bloody Kisses US #166 (стал платиновым), GER #60
- 1996 October Rust US #42 (стал золотым), GER #5
- 1999 World Coming Down US #39, GER #3
- 2003 Life Is Killing Me US #39, GER #9,
- 2007 Dead Again US #27

### Синглы
- 1991 «Unsuccessfully Coping with the Natural Beauty of Infidelity»
- 1993 «Black No.1»
- 1993 «Christian Woman»
- 1995 «Summer Breeze»
- 1996 «My Girlfriend’s Girlfriend»
- 1996 «Love You To Death»
- 1996 «In Praise of Bacchus»
- 1997 «Cinnamon Girl»
- 1999 «Everything Dies»
- 2000 «Everyone I Love Is Dead»
- 2000 «Everything Dies»
- 2003 «I Don’t Wanna Be Me»
- 2006 «Santana Medley»
- 2007 «Profits of Doom»
- 2008 «September Sun»

### Сборники
- 1998 Stone Flowers (бутлег)
- 2000 Least Worst Of US #99, GER #50
- 2006 The Best of Type O Negative

### Сплиты
- 1991 Breaking Barriers Vol. 3
- 1997 Roadrunner Rules Ozzfest!
- 2007 Iced Earth / Type O Negative / Engel (с Iced Earth и Engel)
- 2013 Highway Star (Type O Negative / Deep Purple)
- 2018 I Don’t Wanna Be Me (Type O Negative / Trivium)

### DVD/Видео
- 1998/2000 After Dark (документальный фильм и сборник клипов; стал золотым)
- 2006 Symphony for the Devil

## Интересные факты
- Рабочие названия альбома World Coming Down включали Prophets Of Doom и Aggroculture, альбом Dead Again имел рабочее название Prophit$ Of Doom.
- Участники группы иногда называют себя The Drab Four («унылая чётверка»), пародируя прозвище The Beatles Fab Four (от Fabulous Four — «великолепная четвёрка»). На обратной стороне одной из футболок появилась иная вариация этого словосочетания — the Rehab Four («четвёрка на реабилитации»). Кроме того, Type O Negative записали попурри из трёх песен Beatles в World Coming Down, а The Origin of the Feces заканчивается тем же аккордом, что и альбом Beatles Sgt. Pepper's Lonely Hearts Club Band.
- Лидер группы Питер Стил позировал обнажённым для журнала Playgirl. Согласно официальной биографии Type O Negative, вся группа «билась в истерике после того, как Хики выяснил через свои каналы в издательском мире, что только 23 % подписчиков журнала — женщины»[9]. По слухам, эта информация сильно расстроила Стила[10][источник не указан 1269 дней].
- Клипы на песни My Girlfriend’s Girlfriend и Love You To Death были запрещены к показу на MTV, хотя по нынешним стандартам они могут показаться вполне безобидными.
- Вымышленный персонаж Phlogiston Verdigris назван дирижёром Бруклинского симфонического оркестра в альбоме Bloody Kisses, а также автором фразы «Better to be hated for who you are than loved for who you are not» («Лучше, когда тебя ненавидят за то, чем ты являешься, чем когда любят за то, чем ты не являешься») с обложки The Least Worst of Type O Negative.

## Саундтреки
- Трек «Out of the Fire» (ремикс на песни «Out of the Ashes» и «Blood & Fire»), позже изданный на бонусе к Life is Killing Me, был включён в саундтрек к фильму «Смертельная битва» (1995).
- Компьютерная игра Descent 2 включает укороченную, инструментальную версию песни «Haunted».
- На диске с саундтреками к Duke Nukem под названием Duke Nukem: Music to Score By присутствовал ремикс на песню «Cinnamon Girl» под названием «Cinnamon Girl (extended depression mix)».
- Песня «Love You to Death» (альбом October Rust) входит в саундтреки к компьютерной игре Blood и к фильму ужасов Невеста Чаки.
- Песня «Haunted» включена в «саундтрек» к фильму Ведьма из Блэр. На диске якобы была издана запись с кассеты, «которая была найдена в лесу в вещах пропавших людей». Проблема состоит в том, что действие фильма происходит в 1994 году, а «Haunted» была выпущена только в 1996 году.
- Музыка группы может быть найдена в Nosferatu: The First Vampire, варианте классического вампирского кино 1922 года. Эта версия есть на DVD Trio of Terror.
- В фильме Я знаю, что вы сделали прошлым летом звучит исполненная Type O Negative песня «Summer Breeze» (первоначально была записана группой Seals and Crofts).
- Песня (We Were) Electrocute из альбома Life is Killing Me вошла в саундтрек к фильму Фредди против Джейсона (2003).

## Каверы
- Type O Negative в разное время издали следующие каверы:
  - «Paranoid» (Black Sabbath);
  - две версии «Black Sabbath» (Black Sabbath), причём для одной из версий Стил переписал текст песни;
  - «Angry Inch» (пародийная версия песни из фильма «Хедвиг и злосчастный дюйм»);
  - «Pictures Of Matchstick Men» (Status Quo) совместно с Оззи Осборном;
  - «Hey Joe» (Джимми Хендрикс), переделанная в «Hey Pete»;
  - «Highway Star» (Deep Purple);
  - попурри из песен The Beatles «Day Tripper», «If I Needed Someone» и «I Want You (She’s so Heavy)»;
  - «Cinnamon Girl» (Нил Янг);
  - «Summer Breeze» (Seals and Crofts).
  - попурри из песен Сантаны «Evil Ways», «Oye Como Va» и «Black Magic Woman» (выпущено на CD, приложенном к DVD «Symphony for the Devil»).
- На концертах Type O Negative исполняли каверы «Light My Fire» (The Doors), «N.I.B.» (Black Sabbath) и «Back in the USSR» (The Beatles).
- Существует легенда, что Type O Negative перепели культовую песню Nirvana «Smells Like Teen Spirit». Существуют две записи этой песни, приписываемые TON. На самом деле одна из этих записей принадлежит группе The Wounded, которая звучит довольно похоже на Type O Negative, а вторая — самим Nirvana: на шоу BBC «Top of the Pops» они шутки ради исполнили «Smells Like Teen Spirit» а-ля готик-рок.